# Szalayné Sándor Erzsébet
Szalayné Sándor Erzsébet (Zsombolya, 1961 –) magyar jogász, egyetemi tanár és dékán, Nemzetiségi Ombudsmanhelyettes, az Európa Tanács nemzetközi szakértője.

## Pályája
1986-ban szerzett jogi diplomát a Janus Pannonius Tudományegyetem Állam- és Jogtudományi Karán. Ugyanebben az évben az egyetem Nemzetközi és Európa-jogi Tanszékén kezdte meg munkáját Herczegh Géza professzor közvetlen munkatársaként, ahol az oktatás mellett 1998-ban szerzett PhD fokozatot „A kisebbségek nemzetközi jogi védelme” témakörben.
2002 és 2004 között az Pécsi Tudományegyetem Állam- és Jogtudományi Karának oktatási dékánhelyettese volt, 2004-től 2007-ig az intézmény dékánja, ezzel az első nő, aki jogi kari dékán lett Magyarországon. 2008 és 2013 között az egyetem mellett működő Európa Központ igazgatója, 2014-től a Központ tiszteletbeli igazgatója.2011-ben habilitált (témája: „Új távlatok az európai alapjogvédelemben”), majd 2014-ben megkapta egyetemi tanári kinevezését.
Oktatói pályafutása során számos külföldi egyetem vendégelőadója volt, kiemelendő a kolozsvári Babeș–Bolyai Tudományegyetem Jogi Karán végzett tevékenysége, amelyet 2004-2005. tanév óta folyamatosan lát el. Oktatói tevékenységéért a Babeș–Bolyai Tudományegyetem 2015-ben „Professor Honoris Causa” kitüntető címet adományozott részére.
Magyarország Országgyűlése 2013. október 21-én 286 igen szavazattal az alapvető jogok biztosának a Magyarországon élő nemzetiségek jogainak védelmét ellátó helyettesévé választotta. Hat éves mandátuma 2019. október 21-én lejárt, kiemelkedő szakmai tevékenysége alapján azonban az Országos Nemzetiségi Önkormányzatok Szövetsége és az Országgyűlés Magyarországi Nemzetiségek Bizottsága tagjai egyhangúlag támogatták ismételt jelölését és újraválasztását. Az Országgyűlés 2019. november 4-i ülésén 153 igen szavazattal, (az országgyűlési képviselők közel 80%-os támogatásával) ismételten az alapvető jogok biztosának a Magyarországon élő nemzetiségek jogainak védelmét ellátó helyettesévé választotta. Ezzel Dr. Kaltenbach Jenő korábbi kisebbségi ombudsman mellett ő az egyetlen, akinek az ombudsmani intézmény 25 éves fennállása alatt második alkalommal bizalmat szavaztak.
Az Európa Tanács Miniszteri Bizottsága kiemelkedő nemzetközi kisebbségvédelmi tevékenységére tekintettel 2016. május 25-i ülésén megválasztotta a Kisebbségvédelmi Keretegyezmény Tanácsadó Bizottságának állandó tagjai közé.

## Végzettség, tudományos fokozatok
- Professor Honoris Causa (Babeș–Bolyai Tudományegyetem, Kolozsvár, 2015)
- Egyetemi tanár (PTE, 2014)
- Habilitáció (PTE, 2011 – „Új távlatok az európai alapjogvédelemben")
- PhD (PTE, 1998 – „A kisebbségek nemzetközi jogi védelme")
- Doctor universitatis (PTE, 1992)
- Állam- és jogtudományi egyetemi diploma (PTE ÁJK, 1986)

## Jelenlegi közjogi és tudományos megbízatásai
- A Magyarországon élő nemzetiségek jogainak védelmét ellátó biztoshelyettes (2013. októbertől)
- Pécsi Tudományegyetem, Állam- és Jogtudományi Kar, Nemzetközi- és Európajogi Tanszék (1986-tól) – egyetemi tanár
- Európa Tanács Kisebbségvédelmi Keretegyezmény Tanácsadó Bizottságának állandó tagja (2016-tól)

## Korábbi vezetői tapasztalatok
- PTE ÁJK Európa Központ – Centre for European Research and Education (CEERE) igazgató (2008-2013), tiszteletbeli igazgató (2014-)
- NKE Nemzetközi Intézet intézetigazgató (2013-2015)
- PTE ÁJK dékán (2004-2007)
- PTE ÁJK Nemzetközi- és Európajogi Tanszék tanszékvezető (2004-2007)
- PTE ÁJK oktatási dékánhelyettes (2002-2004)

## Ösztöndíjak
- Max Planck Institute for Comparative Public Law and International Law (2017)
- MTA Bolyai János kutatói ösztöndíj (1999-2002)
- TEMPUS (1997, Universität Bayreuth)
- Schweizerische Osteuropa Bibliothek (1996, Bern)
- TEMPUS (1996, Karl-Franzens-Universität Graz)
- European University Institute (1995, Firenze)
- DAAD kutatói ösztöndíj (1990, Universität Bayreuth)

## Kutatási tevékenység
- Kisebbségvédelem a nemzetközi jogban
- Az egyén jogi helyzete az Európai Unióban – uniós polgárság, az uniós alapjogok rendszere, alapjogok és alapszabadságok konvergenciája
- Nemzetközi jog – uniós jog – belső jog egymásra hatása az alapjogok terén különös tekintettel a bíróságok szerepére

## Oktatási tevékenység Magyarországon
- PTE Állam- és Jogtudományi Kar (1986 óta – nemzetközi jog, kisebbségvédelem, Európai Unió jog- és intézményrendszere)
- Nemzeti Közszolgálati Egyetem, Nemzetközi Intézet (2013-2015)
- Országos Igazságszolgáltatási Tanács (2000-2003 – magyar bírák európajogi képzése)
- Berzsenyi Dániel Főiskola Szombathely (2003-2007)

## Oktatási tevékenység külföldön
- Sapientia Erdélyi Magyar Tudományegyetem, Kolozsvár – 2017 – Jogász szak – Az emberi jogok nemzetközi védelme
- Babes-Bolyai Tudományegyetem Jogi Kar, Kolozsvár – 2004-2005. tanév óta folyamatosan – Európajog (alapképzésben), Az egyén jogi helyzete az Európai Unióban (mesterképzésben)
- Phillips-Universität Marburg, 2005. június – Rechtliche Stellung von Minderheiten in Europa (Interdisziplinäre Arbeitsgruppe Europa, Modul Europäische Studien
- Karl-Franzens-Universität Graz, 2003-2004. tanév 1. szemeszter – Europarecht – Grundfreiheiten (LV Nr.224.800)
- Universität Bayreuth, 1992-1993. tanév 2. szemeszter – Ungarn und die EG – neuere Ergebnisse der ungarischen Wirtschaftsgesetzgebung
- Universität Bayreuth, 1991-1992. tanév 2. szemeszter – Minderheitenschutz im 20. Jahrhundert

## Pályázati tevékenység
- OTKA 2015-2019 (vezető) – Az Uniós egyenlő bánásmód joganyag implementációja Magyarországon – jogalkotás és jogalkalmazás
- LLP Jean Monnet Programme 357640-LLP-2011-HU-AJM-ICS – EU-SCHOLA (2012) – European Union in the Schools – projektfelelős
- HUHR/1001/2.2.1/005 (2011-2012) – IPA CBC projektfelelős – IDEM: International development management course based on the Cooperation of South Transdanubian and Croatian educational institutions
- LLP Erasmus IP 2009-2012 (partner projektfelelős) – Citizenship and Combating Crime in the EU
- IRM/TKFO/69-1/2008 (külső szakértő) – „Itt vagyunk!" – A harmadik országok állampolgárainak beilleszkedését segítő európai integrációs alap
- CEEPUS II HU-0309-00-0809 és HU-0309-00-0910 (szakmai koordinátor) – Minorities in Central Europe – Law, Culture, Politics
- CEEPUS II HU-0005-01-0506 (szakmai koordinátor) – Convergence of Legal Systems
- PFP-0591/1998 (szakmai koordinátor) – Kisebbségvédelem az Európai Unióban
- OTKA 1986-1988 (tag) – A nemzetiségi kérdés alkotmányjogi és nemzetközi jogi kérdései

## Tagság szakmai és tudományos szervezetekben
- Az Európa Tanács Nemzeti kisebbségekről szóló keretegyezményének végrehajtását ellenőrző tanácsadó bizottságának tagja (2016-)
- Jogi Szakvizsga Bizottság tagja
- Federation International pour le Droit Europeen (FIDE) Magyar Tagozat alapító tag, igazgatósági tag
- International Law Association (ILA) Magyar Tagozat
- Magyar Külügyi Társaság
- MTA Gazdaság- és Jogtudományok Osztálya Közigazgatási-tudományi Bizottság
- PTE ÁJK Doktori Iskola törzstag, alprogramvezető (2002-2013)
- Kisebbségi Jogvédő Alapítvány kuratóriumi tag
- Középkori Egyetem Alapítvány, kuratóriumi tag
- Europäische Rechtsakademie (ERA) Trier kuratóriumi tag (2008-2011)
- Magyar Szociológiai Társaság, Nemzeti- és Etnikai Kisebbségkutató Szakosztály
- MTA PAB tagja, a IX. sz. Gazdaság- és Jogtudományok Szakbizottságának elnöke (2005-2008)
- EK Bizottság szóvivői hálózata magyar csoportjának tagja (1992-1994)
- Miniszterelnöki Hivatal Kisebbségi Hivatala tanácsadó testületének tagja (1989-1990)

## Szerkesztőbizottsági tagságok
- Pécs Journal of International and European Law (PJIEL) – PTE ÁJK (2014 óta)
- Hungarian Yearbook of International and European Law – Eleven Intl. Publishing (2012 óta)
- Európai Tükör – Külgazdasági és Külügyminisztérium (2010-2011)
- Journal of European and Regional Studies – Acta Universitatis Sapientiae (2009)
- Jura – PTE ÁJK (2007 óta)
- Közjogi Szemle – HVG-Orac (2007 óta)
- Studia Europaea – PTE ÁJK Európa Központ könyvsorozata (sorozatszerkesztő) (2007)

## Nyelvtudása
Magyar anyanyelve mellett angolul, németül és románul felsőfokon beszél.

## Publikációk
Publikációiról bővebben a Magyar Tudományos Művek Tárának honlapján tájékozódhat.

## Doktori tevékenységek
Doktori tevékenységéről bővebben az Országos Doktori Tanács honlapján tudhat meg.

## Családja
Férje dr. Szalay Gábor ügyvéd, két fiúgyermekük van.

## Kitüntetései
- 2009 – Magyar Felsőoktatásért Emlékplakett

- 2019 – Moór Gyula-díj[6]